# Texas bedste mand
Texas bedste mand (originaltitel The Ridin' Kid from Powder River) er en amerikansk stumfilm fra 1924 instrueret af Edward Sedgwick.

## Medvirkende
- Hoot Gibson som Bud Watkins
- Gladys Hulette som 'Miss'
- Gertrude Astor som 'Kansas' Lou
- Tully Marshall
- Walter Long som Steve Lanning
- Sid Jordan som 'Buzzard' Davis
- William Steele som Bill Smith